# Rothois
Rothois es una comuna francesa situada en el departamento de Oise, en la región de Alta Francia.

## Demografía
| 176 | 148 | 128 | 130 | 131 | 144 | 225 |
| Para los censos de 1962 a 1999 la población legal corresponde a la población sin duplicidades (Fuente: INSEE [Consultar]) |     |     |     |     |     |     |